# Henrik – en tönt
Henrik – en tönt är ett teaterstycke skrivet av skådespelaren Henrik Ståhl, och handlar om hans egen skolgång på Svärdsjöskolan i Dalarna i skiftet mellan 1980- och 1990-talet. 
Pjäsen handlar om mobbning, men också om kampen för det egna jaget och den långa vägen tillbaka till värdighet. Pjäsen hade urpremiär 1999, och i januari 2010 spelades den 370:e och sista föreställningen med Ståhl själv i huvudrollen. Sedan premiären har över 100 000 människor sett pjäsen, som förutom i Ståhls egen regi spelats under många år på Fria Teatern i Högdalen, Stockholm. Manuset har givits ut av Colombine Teaterförlag. 

## Andra Teatrar som spelat pjäsen
- Åbo Svenska Teater (På svenska)
- Linnateatteri i Åbo (På finska)